# 周寧話
周宁话，旧称周墩话，是闽语闽东片的一种方言，通行于福建省宁德市的周宁县。在语言学中，周宁话属闽东片福宁小片，以狮城镇的口音为标准口音。
周宁话虽属闽东片的一种方言，但由于地处山区、交通不便，保留了不少古代闽东片的特点，与福安话最为接近。周宁县与南平市交界处有些地区说闽北片政和话，境内还有不少畲族人说客家语的畲话。这些人都能够说周宁话，但都带有自己独特的腔调。

## 次方言
周宁话可分为以下三种次方言：
- 狮城音
- 咸村音
- 玛坑音

## 音韵体系
2003年钟逢帮在碩士論文調查54歲的張瑞民（周宁县獅城人，商人），記錄了18聲母，韻母68個，7個聲調。1990年代《周寧县志》記錄了18个声母、66个韵母和7个声调。

### 声调
| 標號 | 1       | 2       | 3       | 4       | 5         | 6     | 7     |
| 調類 | 陰平    | 陽平    | 上聲    | 陰去    | 陽去      | 陰入  | 陽入  |
| 音值 | ˦˦ (44) | ˨˩ (21) | ˦˨ (42) | ˨˦ (24) | ˨˩˧ (213) | ˥ (5) | ˨ (2) |
| 例字 | 詩歌    | 同時    | 可以    | 報告    | 命運      | 得失  | 學習  |

## 连读音变
周宁话在字词连读时，存在连读变调、声母类化和连读变韵三种音变现象。